# Саада (област)
Саада е една от 19-те области на Йемен. Площта ѝ е 12 400 км², а населението ѝ е 862 800 жители (по оценка от 2012 г.). Разположена е в часова зона UTC+3. Официален език е арабският.